# NGC 660
NGC 660 est une galaxie spirale barrée située dans la constellation des Poissons.  NGC 660 a été découverte par l'astronome germano-britannique William Herschel en 1784.

## Caractéristiques

### Luminosité et brillance de surface
La classe de luminosité de NGC 660 est I et elle présente une large raie HI. Elle renferme également des régions d'hydrogène ionisé et c'est une galaxie LINER, c'est-à-dire une galaxie dont le noyau présente un spectre d'émission caractérisé par de larges raies d'atomes faiblement ionisés. Enfin, NGC 660 est une galaxie active de type Seyfert 2.
La luminosité de la galaxie de NGC 660 dans l'infrarouge lointain (de 40 à 400 µm) est égale à 2,40 × 1010 {\displaystyle L_{\odot }} (1010,38{\displaystyle L_{\odot }}) et sa luminosité totale dans l'infrarouge (de 8 à 1 000 µm) est de 3,09 × 1010 {\displaystyle L_{\odot }} (1010,49{\displaystyle L_{\odot }}).
En raison d'une brillance de surface égale à 14,76 mag/am2, on peut qualifier NGC 660 de galaxie à faible brillance de surface (LSB en anglais pour low surface brightness). Les galaxies LSB sont des galaxies diffuses (D) avec une brillance de surface inférieure de moins d'une magnitude à celle du ciel nocturne ambiant.

### Distance de NGC 660
Sa vitesse par rapport vitesse par rapport au fond diffus cosmologique est de 555 ± 21 km/s, ce qui correspond à une distance de Hubble de 8,18 ± 0,65 Mpc (∼26,7 millions d'al).
À ce jour, 16 mesures non basées sur le décalage vers le rouge (redshift) donnent une distance de 13,605 ± 4,526 Mpc (∼44,4 millions d'al), ce qui est tout juste à l'extérieur des valeurs de la distance de Hubble. Vu la proximité de cette galaxie avec le Groupe local, les mesures indépendantes sont probablement plus près de la distance réelle de cette galaxie.

## Morphologie
NGC 660 est une galaxie à anneau polaire, c'est-à-dire qu'un anneau de gaz et d'étoiles tourne autour ses pôles presque perpendiculaire à son plan. On dit de genre de galaxie qu'elle est de type PRG, de l'anglais « Polar Ring Galaxy ». Le diamètre de l'anneau polaire de NGC 660 fait plus de 50 000 années-lumière.

## Groupe de M74
NGC 660 fait partie d'un petit groupe de galaxies émettant des rayons X, le groupe de M74. Ce groupe de galaxies compte au moins dix galaxies. Les autres galaxies du groupe sont M74 (NGC 628), IC 148, UGC 1104, UGC 1171, UGC 1175, UGC 1176, UGC 1200, UGC 1246 et KDG 010.

## Galerie

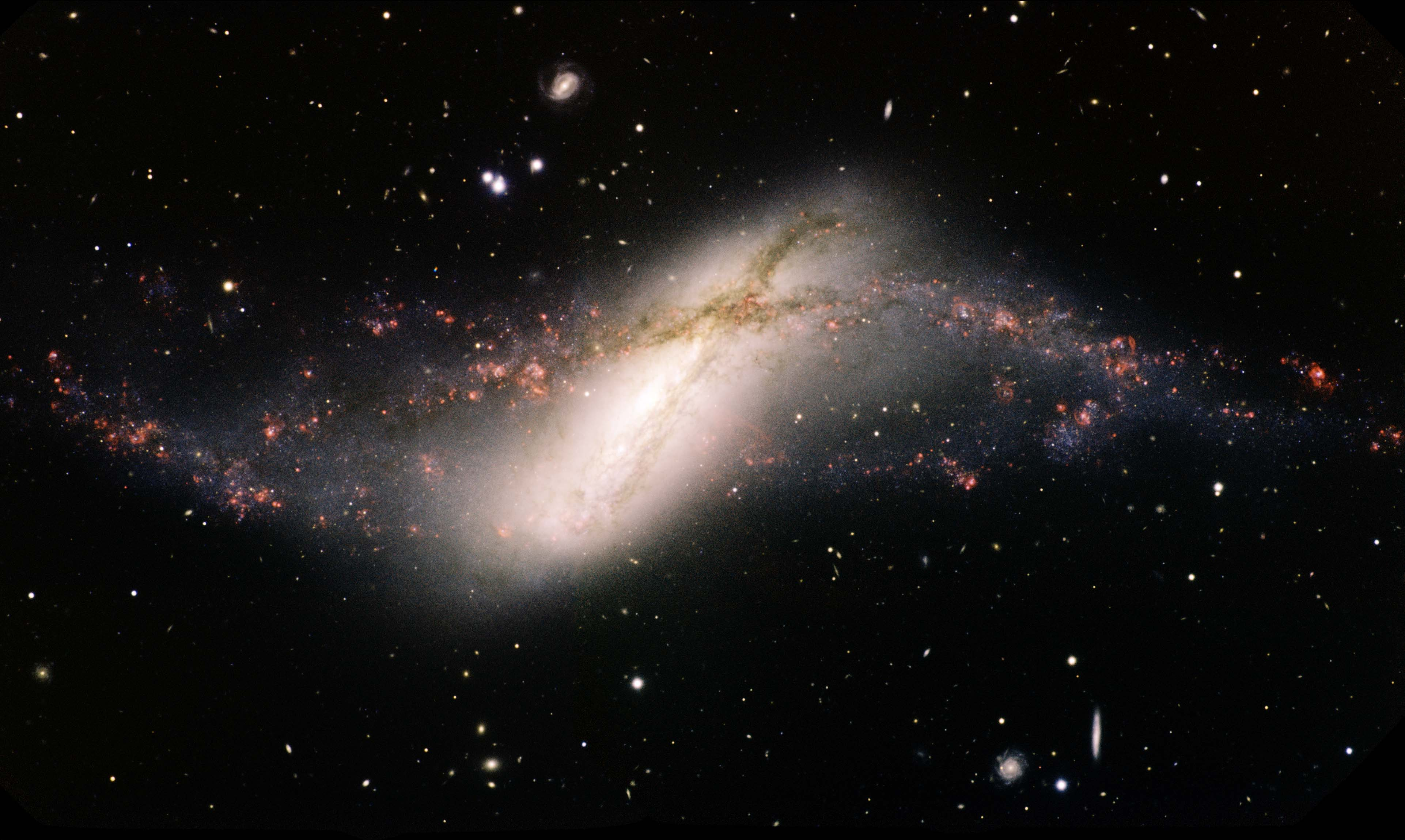
Photo capté à l'observatoire Gemini. (Gemini Observatory, AURA, Travis Rector (Univ. Alaska Anchorage))
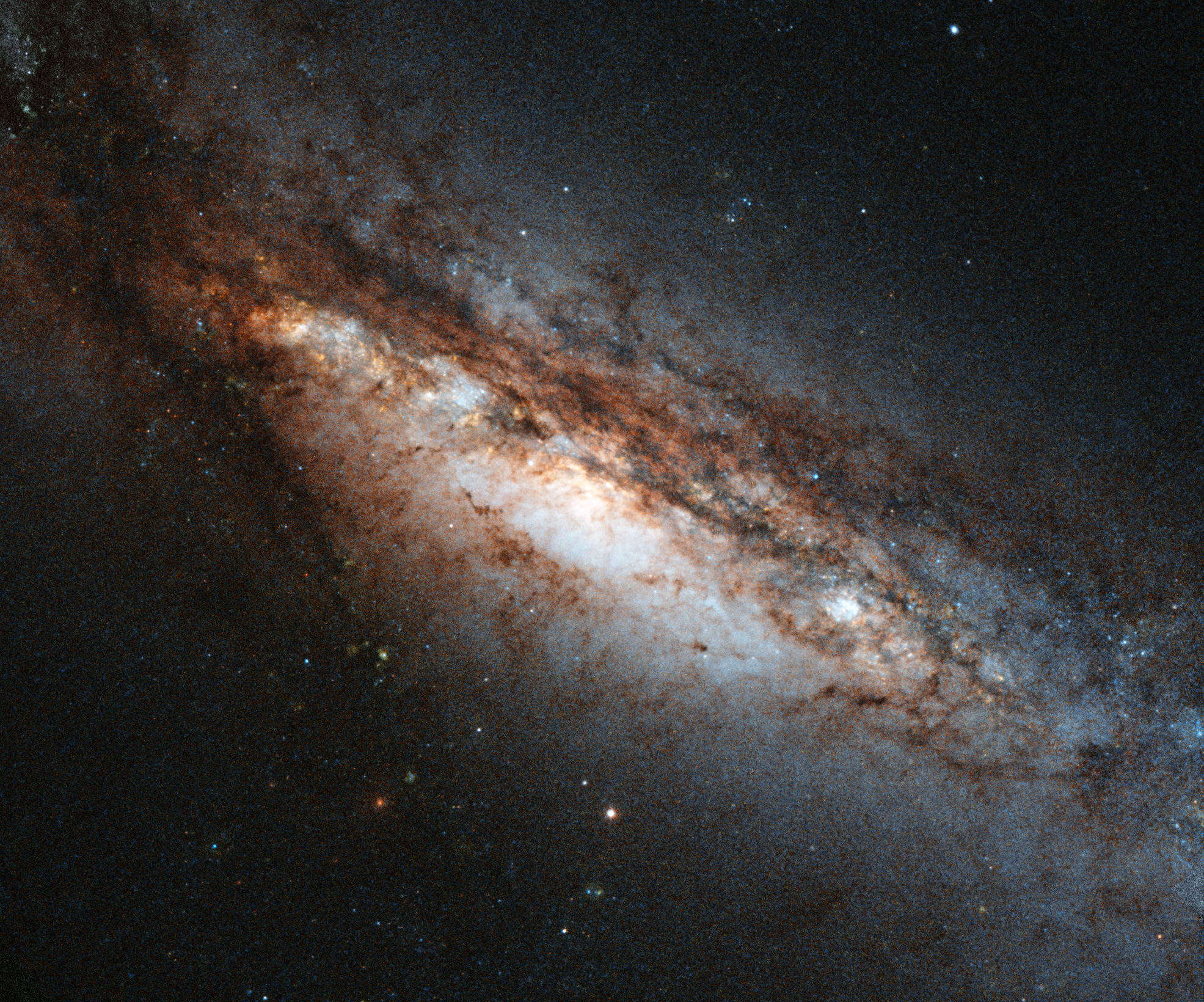
Gros plan sur les veines obscures de poussière de NGC 660. (ESA/Hubble & NASA)
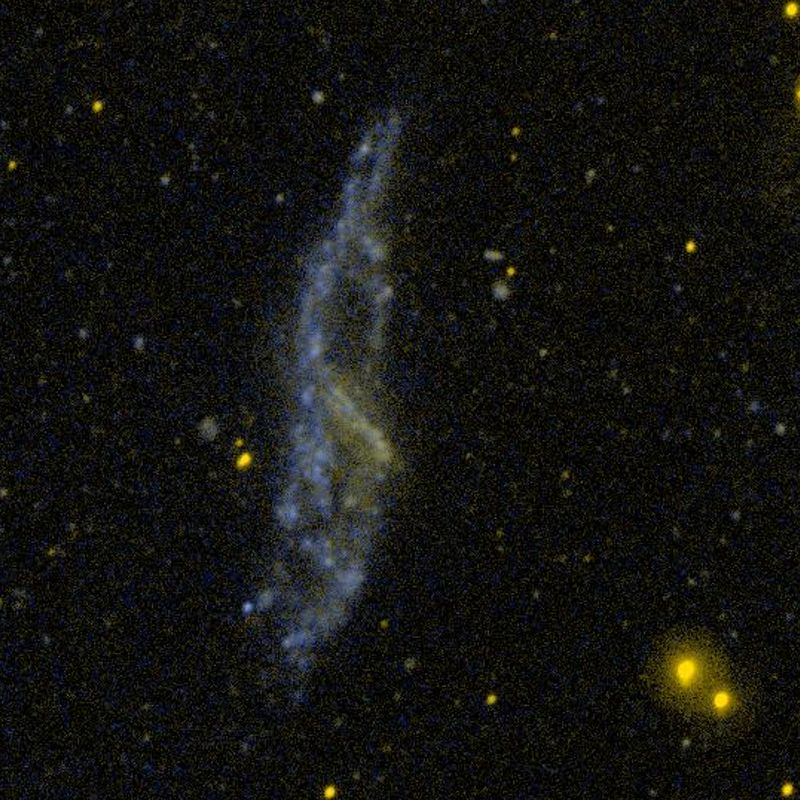
NGC 660 dans le domaine de l'ultraviolet. (GALEX)
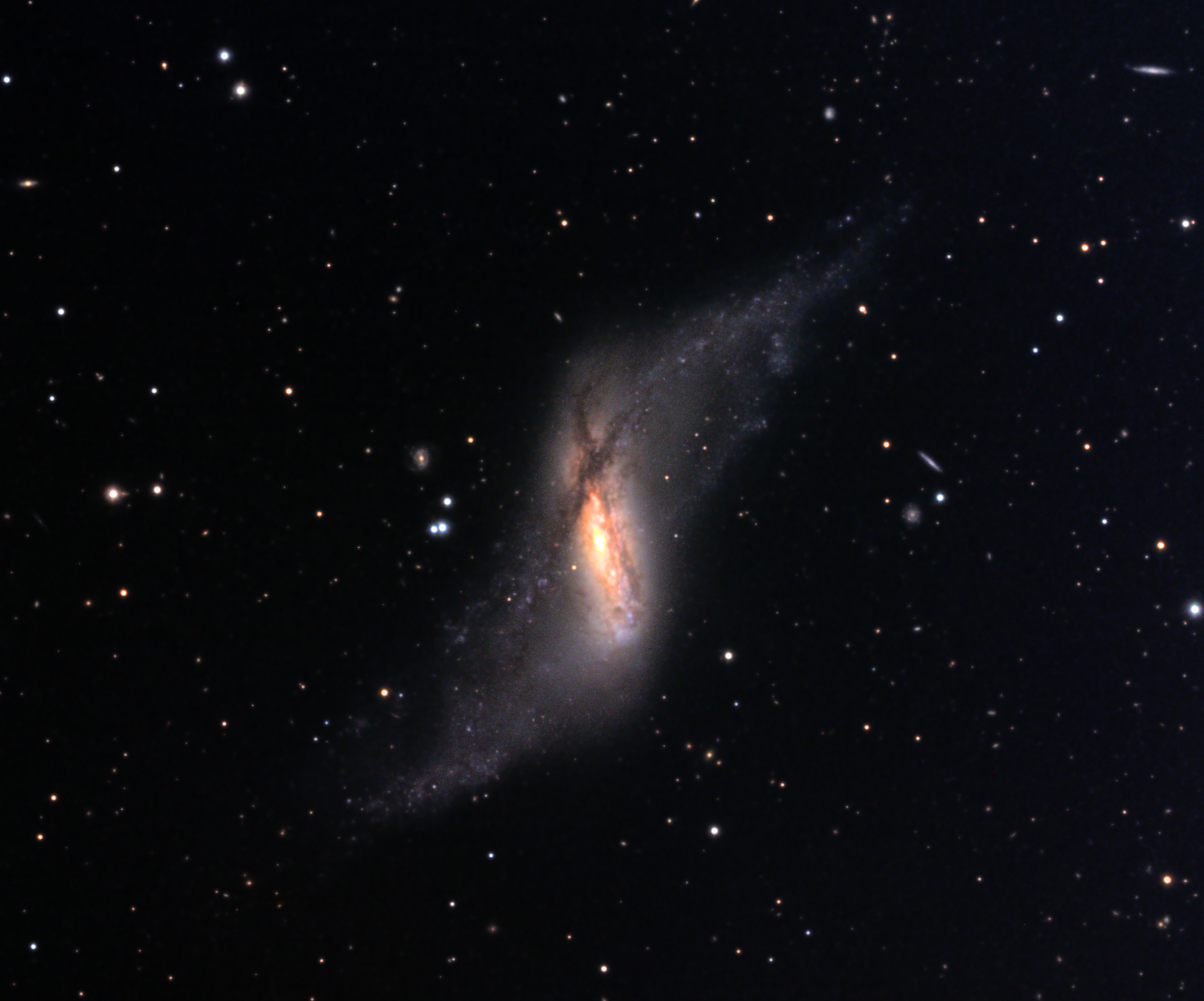
Autre photographie de NGC 660.
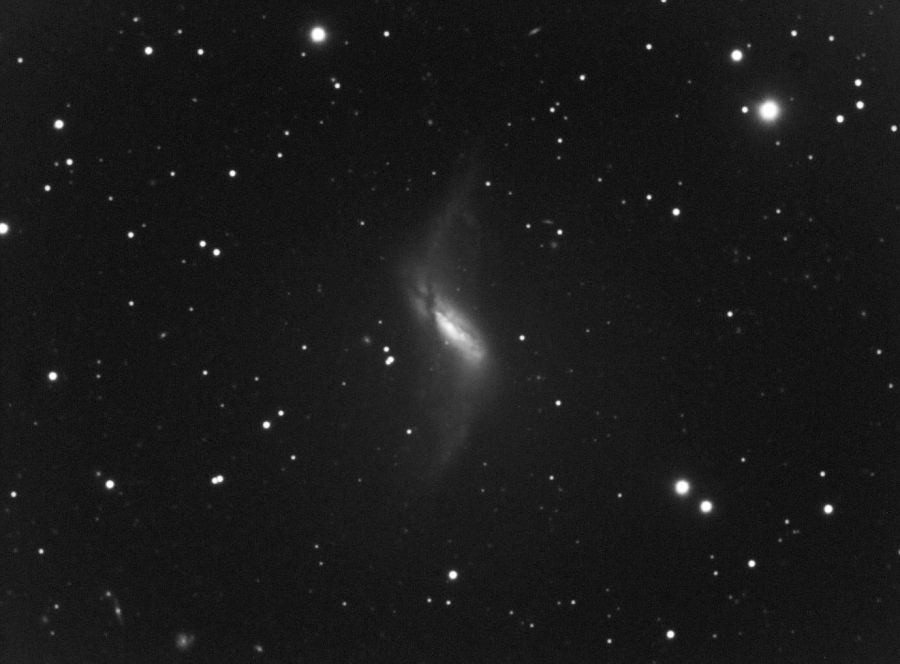
Photo de Ole Nielsen.